# Enrico Albertosi
Enrico Albertosi (Pontremoli, 2 de novembro de 1939) é um ex-futebolista italiano que jogava como guarda-redes. Foi o titular da posição entre 1965 e 1972, com destaque para o Copa de 1970, onde seu país terminou como vice-campeão.

## Carreira
Revelado pelo Pontremolese, equipa da sua cidade, Albertosi estreou-se profissionalmente em 1958, pelo Spezia, onde atuava nas categorias de base desde 1954. Jogou apenas 4 partidas antes de assinar com a Fiorentina em 1958. Foi reserva de Giuliano Sarti até 1963, quando assumiu o gol da Viola após a saída do ex-titular para a Inter de Milão. Com a camisa da Fiorentina, o guarda-redes conquistou a maioria de seus títulos por clubes (destaque para 2 Campeonatos de Itália e a Taça Mitropa de 1966). Deixou a equipe em 1968 para jogar no Cagliari.

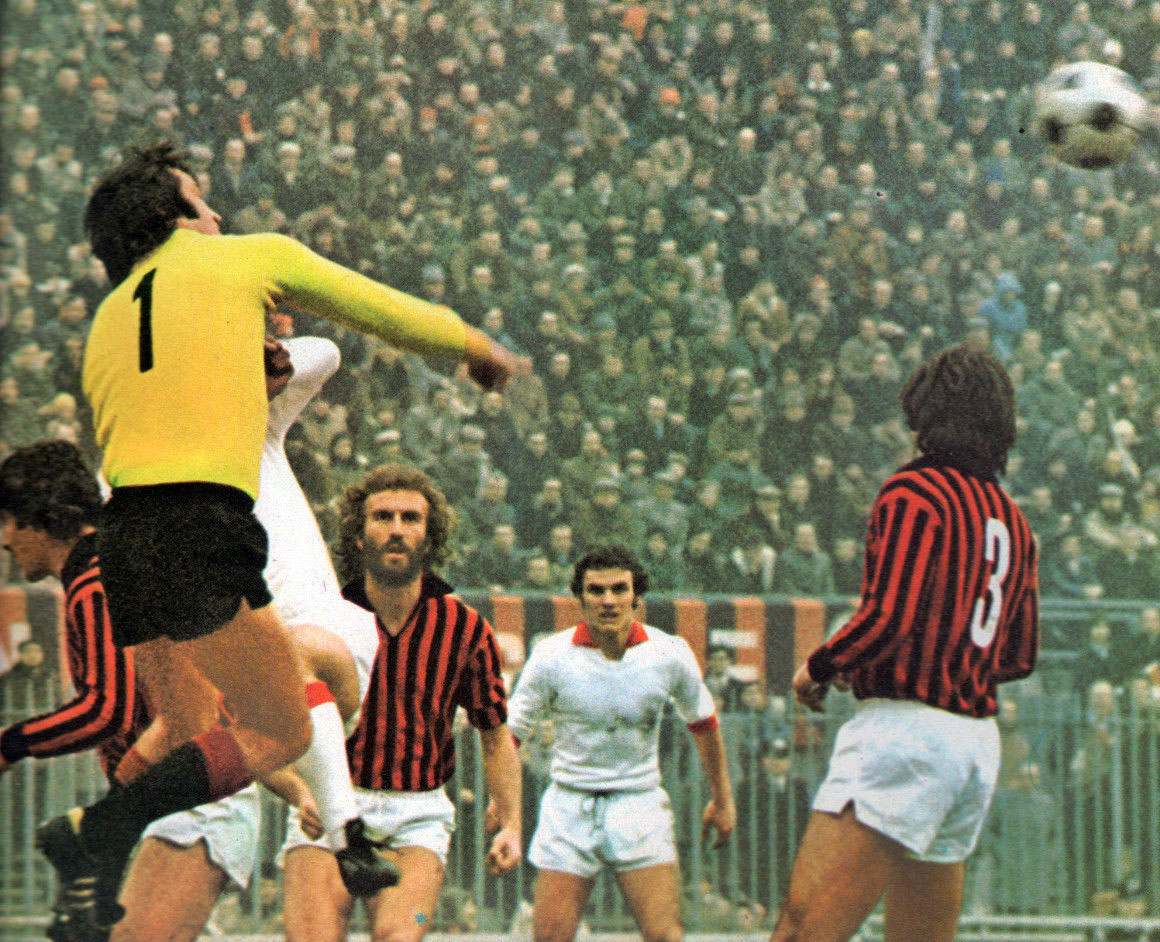
Albertosi em ação no Milan na temporada 1974–1975

Nos Rossoblù, Ricky conquistou seu primeiro Scudetto, em 1969-70 - até hoje, o único título de uma equipe da Sardenha na história da Série A italiana, liderando uma defesa que sofreu apenas 11 gols - recorde mantido até hoje. Em 1974, foi contratado pelo Milan, voltando a conquistar um título 3 anos depois, com a Taça da Itália (vitória sobre a Inter de Milão por 2 a 0). Albertosi conquistaria o último título em sua carreira em 1979, disputando as 30 partidas do campeonato, aos 39 anos de idade. Sua última partida pelo rossonero foi em fevereiro de 1980, contra o Perugia.

## Envolvimento no escândalo doTotoneroe suspensão
Em abril de 1980, a Federação Italiana de Futebol puniu Albertosi com suspensão de 2 anos depois de o guarda-redes se envolver no escândalo do "Totonero" (esquema de manipulação de resultados), e o Milan foi rebaixado para a Série B.

## Aventura na Série C2 e aposentadoria
Com a suspensão encerrada, o guarda-redes retomaria a carreira em 1982, quando foi contratado pela Elpidiense, equipa que disputava a antiga Série C2 do Campeonato Italiano. Fez 44 jogos pelo clube marchigiano até se aposentar dos gramados em 1984, aos 44 anos. Ele não exerceria outras atividades ligadas ao futebol, sendo atualmente convidado para comentar jogos em uma emissora de televisão de Florença. Voltou às manchetes em 2004, quando sofreu um ataque cardíaco que o deixou em coma induzido por alguns dias, mas conseguiu se recuperar.

## Seleção Italiana
Convocado para a Seleção Italiana pela primeira vez em 1961, Albertosi participou da Copa de 1962, como reserva de Lorenzo Buffon.

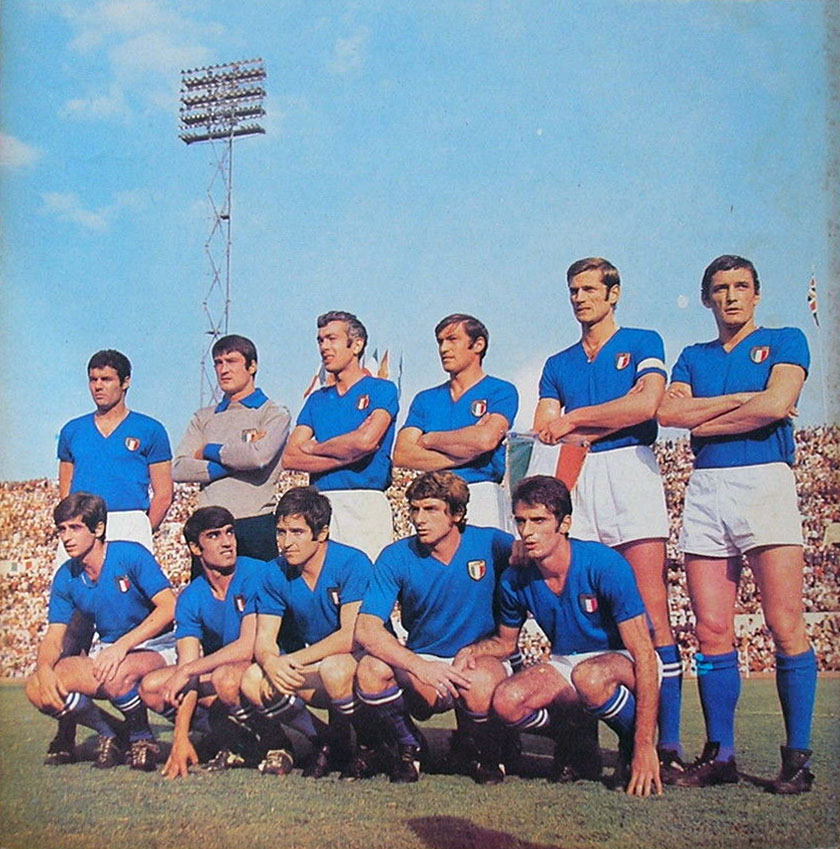
Albertosi (de pé, segundo a partir da esquerda) nao a Seleção Italiana em 1969

Estreou como titular em Mundiais na Copa de 1966, participando da pífia campanha da Azzurra, eliminada na primeira fase com uma surpreendente derrota por 1 a 0 para a inexpressiva Coreia do Norte. Redimiu-se dois anos depois, com a conquista da Eurocopa de 1968 - agora, como reserva de Dino Zoff.
Na Copa de 1970, Ferruccio Valcareggi optou por Albertosi como goleiro titular, e ele foi o líder de uma defesa composta, ainda, por Pierluigi Cera (companheiro de Ricky no Cagliari), os interistas Tarcisio Burgnich e Giacinto Facchetti e o milanista Roberto Rosato. Porém, não resistiram ao Brasil, que derrotou a Squadra Azzurra por 4 a 1.
Albertosi manteve-se como titular do gol da Itália até 1972, quando realizou sua última partida contra a Bulgária. Foi convocado para a Copa de 1974, a quarta - e última - de sua carreira, novamente como suplente de Zoff, assim como na Eurocopa de 1968.

## Títulos
- Eurocopa de 1968